# 나와 함께 잤던 모든 사람들 1963~1995
《나와 함께 잤던 모든 사람들 1963~1995》(Everyone I Have Ever Slept With 1963–1995) 또는 《텐트》(The tent)는 1995년 트레이시 에민이 만든 작품이다. 작품은 아플리케된 이름들이 텐트 안에 걸려있다. 말 그대로 그녀와 잤던 사람 모두를 붙였다. 하지만 꼭 성관계를 맺었지는 않다. 현재 개념 미술의 상징으로도 알려져 있다. 2004년 화재로 인해 소멸되었으나 그녀는 다시 만드는 걸 거절했다.